# Cliffortia tricuspidata
Cliffortia tricuspidata är en rosväxtart som beskrevs av William Henry Harvey. Cliffortia tricuspidata ingår i släktet Cliffortia och familjen rosväxter. Inga underarter finns listade i Catalogue of Life.